# 塔杜施先生
《塔杜施先生，亦即在立陶宛發動的最後突擊》為亞當·密茨凱維奇所著的史詩巨作，分上下兩卷，由亞歷山大・耶沃維茨奇在1834年於巴黎發表。
這部波蘭史詩當中，包含1832年—1834年所形成的巴黎貴族故事元素。全文分上下兩卷，採波蘭風格的六音步「亞歷山大體」，以十三音節為一行的詩寫成。時空背景為1811年中的五天及1812年中的兩天。
這部史詩是波蘭學生的必讀經典。2012年，波蘭興起倡導認識國家文學的社會運動，參與人士並於「全國閱讀《塔杜施先生》」活動裡，公開朗讀這部史詩。
2014年，波蘭將《塔杜施先生》的手稿，登錄於波蘭國家計劃之聯合國科文教組織世界記憶名錄中。

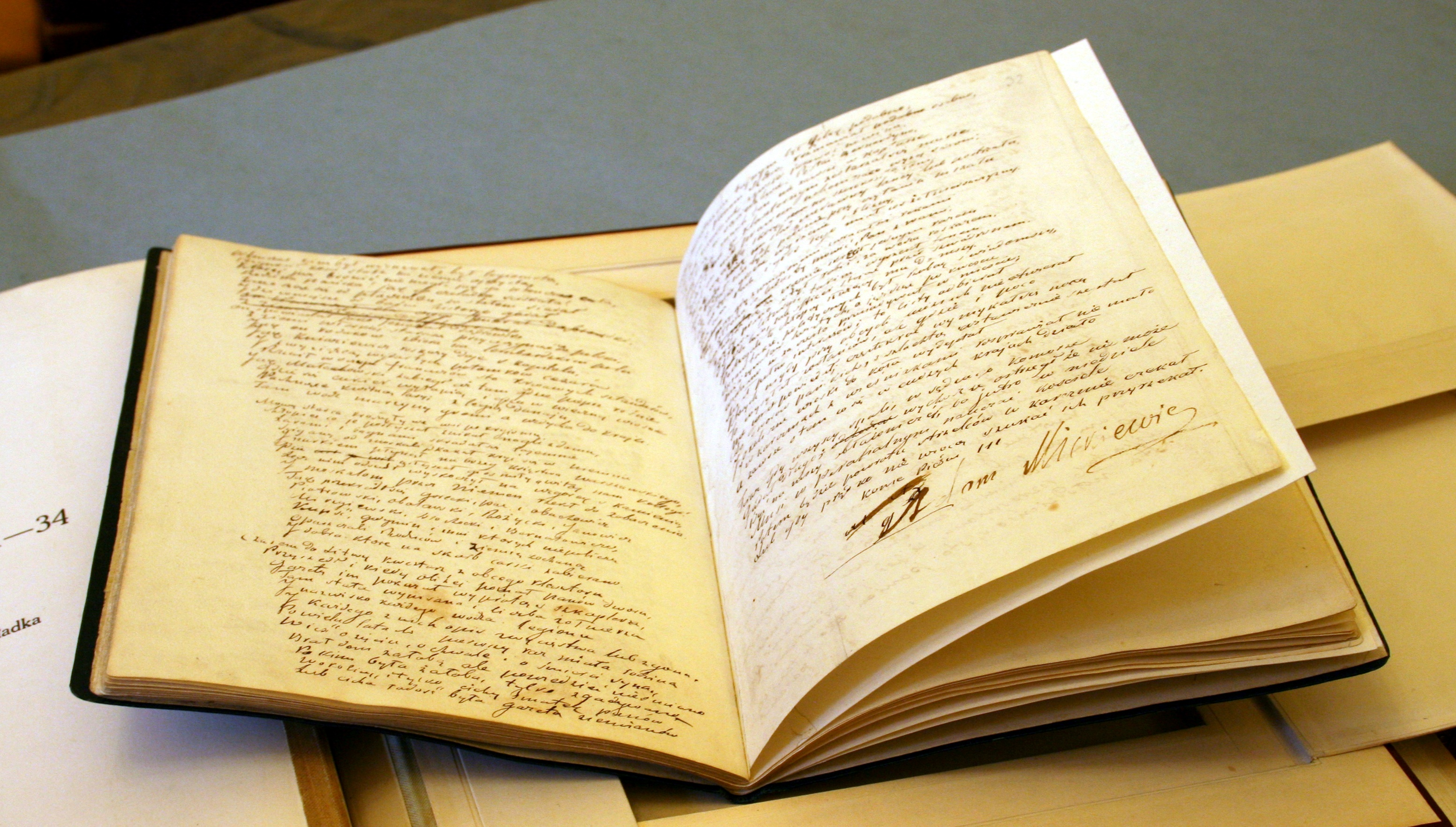
《塔杜施先生》手稿